# Lappkojtjärnen (Föllinge socken, Jämtland)
Lappkojtjärnen är en sjö i Krokoms kommun i Jämtland och ingår i Indalsälvens huvudavrinningsområde.